# 스즈키 쇼고
스즈키 쇼고(일본어: 鈴木 勝吾 すずき しょうご[*])는 일본의 배우이다. 2009년 사무라이전대 신켄저의 타니 치아키 / 신켄그린 역으로 데뷔하였다. 2010년 4월부터 2012년 3월까지 그룹 코코아 오토고의 멤버로 활동한 바 있다.

## 출연작

### TV 드라마
- 2009년 ~ 2010년 사무라이전대 신켄저 - 타니 치아키 / 신켄 그린 역
- 2009년 가면라이더 디케이드 - 타니 치아키 / 신켄 그린 역
- 동창회 ~ 러브 어게인 증후군 - 코우타
- 헤븐즈 록 ~Heven`s Rock~ - 류이치
- 고대소녀 도그짱  - 츠키미야 쇼타
- 크리스탈  - 오오시마 카츠미
- 스위치 걸! - 나오이
- 걸 바라사 외전 - 리키치
- 청공의 알 - 코미야
- 내가 있던 시간 2화 - 오오시마 타이스케
- 아웃 도어 록큰롤 ~ 샐러리맨 전복대가 간다 ~ - 스즈키 사원
- 세타가야 주재형사 2
- ST 적과 백의 수사파일 5화 - 토가와 이치로
- 교토 남부 경찰서 감식 파일 11 - 신카이 유토
- 오차노미즈록 6화~8화 - 아라마키 히데유키

## 영화
- 사무라이전대 신켄저 은막판 - 천하를 판가름하는 싸움 - 타니 치아키 / 신켄그린
- 사무라이전대 신켄저 vs. 고온저: 은막 BANG!! - 타니 치아키 / 신켄그린
- 천장전대 고세이저 vs. 신켄저: 에픽 온 은막 - 타니 치아키 / 신켄그린
- BADBOYS - 키리키 츠카사
- 고카이저 고세이저 슈퍼 전대 199 히어로 대결전 - 타니 치아키 / 신켄그린
- Miss Boys! 결전은 고시엔!? 편 - 카네코 슌
- 걸 바라사 -전국시대는 권외입니다 - 리키치
- Miss Boys! 우정의 행방 편 - 카네코 슌
- 러브 폴리스 ~ 니트들의 만가 - 주인공의 동생(...)
- 닌타마 란타로 여름 방학 숙제 대작전의 단 - 야다마 리키치
- 카바딘!~하나부후키 고교편~ - 마키노 류이치
- 야생개는 춤을 춘다 -아키모토 소우키
- 세이버 + 젠카이저 슈퍼히어로 전기 - 타니 치아키 / 신켄그린

## 오리지널 비디오
- 리얼 오디션 Boys [영화배우]
- 돌아온 사무라이전대 신켄저 특별막 - 타니 치아키 / 신켄그린
- 드라마틱 쟈니 ~ 방콕의 미소 - 미나미 슌스케

## 무대
- 겐지모노가타리 fearutring 오오구로 마키 ~나는 2단으로 사랑을 한다~ - 코레미츠
- 뮤지컬 박앵귀 - 카자마 치카게
- 코사 노스트라 - 레이
- 격주삼국지 ~ Soul Of Rock ~ - 조운자룡(DJ - 파이론)
- 더블 부킹! - 타케타 요스케
- 나의 무대
- 로보 로보 - 콕 900
- 도쿄 구울 - 니시오 니시키
- 코바야시 소년과 피스돌 - 소년탐정 코바야시
- 베이비 씨~ 또는 웃는 곡마단에 대하여 - 소년(보스)
- 파라노이아 서커스 - 에도가와 란프
- Color of Life
- 모노노후 시리즈 [눈을 감는 늑대 검은 오리] - 사가와 칸베
- 연극#02[스타 피플즈!!]
- 안녕히 우리들은 현상금 사냥단 - 에메랄드 취드
- 조커 게임 - 미요시
- 모마의 화성 탐험기
- 피카레스크 세븐 - 맥베스
- 음악낭독극 지킬VS하이드 - 어터슨 (2018년 3월 24일 한정)
- 연극 #03 더 이케다 야! - 요시다 토시마로
- 우국의 모리어터 - 윌리엄 제임스 모리어터

## 예능
- 이케멘델의 규칙
- MOTEL~ 갖고 싶은 남녀의 인기학 ~

## 사진집
- 스즈키 쇼고 사진집 'Smiling days'

## PV
풀 드라이브 KANA-BOON